# NGC 2464
NGC 2464 is een groep van 3 sterren in het sterrenbeeld Lynx. Hij werd op 20 februari 1851 ontdekt door de Ierse astronoom William Parsons.